# Jaime Suaza
Jaime Suaza López (* 25. September 1986) ist ein ehemaliger kolumbianischer Bahn- und Straßenradrennfahrer.

## Sportliche Laufbahn
Jaime Suaza wurde 2003 kolumbianischer Meister im Einzelzeitfahren der Juniorenklasse. In der Saison 2008 wurde er Dritter beim Prolog der U23-Austragung der Vuelta a Colombia, und er gewann die Goldmedaille im U23-Einzelzeitfahren der Panamerikameisterschaft. Ende der Saison startete er bei den Straßenweltmeisterschaften in Varese in der U23-Klasse, wo er Elfter im Zeitfahren und 97. im Straßenrennen wurde.
Auf der Bahn gewann Jaime Suaza 2009 bei der Panamerikameisterschaft die Bronzemedaille in der Einerverfolgung und Gold in der Mannschaftsverfolgung. 2016 beendete er seine Radsportlaufbahn.

## Erfolge

### Straße
2003
- Kolumbianischer Junioren-Meister – Einzelzeitfahren

2008
- U23-Panamerikameister – Einzelzeitfahren

### Bahn
2009
- Panamerikameister – Mannschaftsverfolgung (mit John Fredy Parra, Jairo Pérez und Juan Pablo Suárez)
- Panamerikameisterschaft – Einerverfolgung

## Teams
- 2012 GW-Shimano
- 2016 Strongman Campagnolo Wilier